# From Dust
From Dust è un videogioco ideato da Éric Chahi e distribuito da Ubisoft Montpellier. Ubisoft lo descrive come un erede spirituale di Populous del 1989. Annunciato il 14 giugno 2010 all'E3, il gioco è stato distribuito su Xbox 360 il 27 luglio 2011 come parte della Xbox Live Arcade Summer of Arcade. La versione PC era attesa per la stessa data, ma per ragioni sconosciute è stata rinviata al 17 agosto. La versione PlayStation 3 è stata pubblicata il 14 settembre 2011. Nel 2012 è stato reso disponibile come browser game su Google Chrome.

## Modalità di gioco
In From Dust, il giocatore assume il ruolo di divinità il cui compito è quello di manipolare un arcipelago per salvare, e illuminare, una tribù nomade. Con un cursore sferico, il giocatore è in grado di manipolare diversi elementi, quali acqua, terra, lava - in tempo reale. La lava si raffredda a formare rocce, la vegetazione cresce sulla terra e si diffonde appena viene fondato un villaggio, e l'acqua in movimento erode rapidamente il terreno. I cambiamenti fisici nel mondo sono estremamente rapidi, permettendo al giocatore di ristrutturare un'isola in pochi minuti.
Le campagne in From Dust sono strutturate come un susseguirsi di missioni, con cui si espande la tribù e le si conferisce ulteriori poteri, come la capacità di congelare l'acqua. Lo sciamano della tribù avverte il giocatore degli imminenti disastri, quali tsunami ed eruzioni vulcaniche, poco tempo prima che accadano. Questi disastri possono essere inibiti tramite manipolazioni creative e fisiche dell'ambiente: uno tsunami può essere congelato, un incendio estinto, e la lava può essere deviata su altri percorsi. Comunque non c'è una modalità 'esplicitamente sandbox', Chahi ha dichiarato che ogni missione possiede una mappa dedicata, nella quale il giocatore può tornare per manipolare ulteriormente.

## Accoglienza
La rivista Play Generation diede alla versione per PlayStation 3 un punteggio di 82/100, apprezzando il sistema di gioco lineare ma intrigante e il buon comparto tecnico e come contro la presenza di alcune pecche nell'IA degli abitanti e delle imprecisioni nella raccolta dei materiali, finendo per trovarlo un gioco d'abilità e strategia che, nonostante le pecche, riusciva ad essere gradevole e avvincente, tuttavia non durava molto. 

## Sequel
Eric Chahi, producer del gioco, ha confermato che in questo momento non ci sono piani per un seguito.